# Білаківська Вікторія Марківна
Вікторія Марківна Білаківська (Белаковська) (нар. 25 березня 1901, Олександрія, Херсонська губернія — 9 грудня 1965, Ленінград) — українська
```
художниця-
живописець
.
```

## Життєпис
Вікторія Білаківська народилася 25 березня 1901 року в Україні в Олександрії, тепер Кіровоградської області, у родині лікаря Марка Білаківського. У 1918 році закінчила Олександрійську гімназію. До образотворчого мистецтва її заохотила Марія Чижевська, мати Дмитра Чижевського.
Після закінчення гімназії в 1918—1923 роках займалася в Одеському художньому училищі у Павла Волокидіна, Тита Дворнікова. У 1923 році після переїзду в Петроград початку заняття в ленінградському ВХУТЕМАСі на живописному факультеті в майстерні Кузьми Петрова-Водкіна. Закінчила інститут 1927 року з присвоєнням звання художника-живописця, дипломна робота — картина «Сталевий кінь на полях України».
Учасниця виставок ленінградських художників з 1931 року. Писала портрети, жанрові композиції, натюрморти, пейзажі. Автор картин «Піонерка» (1931), «Верби» (1932), «Колгоспниця з серпом» (1934), «Автопортрет з цигаркою» (1936), «Бузок і конвалії» (1946), «Автопортрет» (1947), «Ленінградський пейзаж» (1953), «Троянди. Натюрморт» (1956), «Білі троянди. Натюрморт» (1957), "Весняні квіти. Натюрморт " (1961), «Маки», «Циганка» (обидві 1963), серії «Алтай» (1963), «Крим» (1949—1952), «Київ» (1946) та ін. Персональні виставки в Ленінграді (1964, ЛОСХ), Санкт-Петербурзі (1993, 2001 ЦВЗ «Манеж», 2011 Петербурзький Союз художників), Москві (2004, Державний музей образотворчих мистецтв імені О. С. Пушкіна).
1949 року в рамках кампанії «боротьби з космополітизмом» Білаківську було виключено зі Спілки Художників (у 1953 році її було поновлено).
Вікторія Марківна померла 9 грудня 1965 а в Ленінграді на шістдесят п'ятому році життя. Її твори знаходяться в Російському музеї, в музеях та приватних збірках у Росії, Великій Британії, США, Франції та інших країнах.

## Родина
Цивільний чоловік — Леонід Чернов (1899—1933), український письменник родом з Олександрії.
Пізніше була одружена з художником та педагогом Віктор Прошкіним (1906—1983). Мати художника Володимира Прошкіна (нар. 1931).

## Вшанування пам'яті
У травні 2016 в Олександрії на честь Вікторії Білаківської було названо провулок в центральній частині міста.